# Vena interlobular del ronyó
En anatomia, la vena interlobular és una vena que drena el teixit renal. Hi ha diverses venes interlobulars, formades per la unió de venes arquejades. Les venes interlobar s'uneixen per formar les venes segmentàries.